# Brent Jordaan
Pour les articles homonymes, voir Jordaan (homonymie).
Pas d'image ? Cliquez ici

a Compétitions nationales et continentales officielles uniquement.

Dernière mise à jour le 4 novembre 2021.
Brent Jordaan, né le 26 mai 1957 est un joueur sud-africain de rugby à XV évoluant au poste de pilier.

## Biographie

### Passage à Fumel
Brent Jordaan rejoint l'US Fumel Libos en 1983 avec deux autres sud-africains Low (centre) et Cockrell (troisième ligne).
Il reste au club jusqu'en 1986.

#### Vainqueur du Challenge de l'Essor 1985
En Challenge de l'Essor, Brent Jordaan et les Fumélois s'imposent en finale sur le score de 14 à 13 face au CASG Paris en 1985.

### Passage à Grenoble
Il découvre par la suite l'élite du rugby français au FC Grenoble alors entraîné par Jean Liénard, et solidement installé au sommet de la hiérarchie nationale lors de la saison 1986-1987.

#### Vainqueur du Challenge Yves du Manoir 1987
Brent Jordaan remporte cette année-là avec son nouveau club le Challenge Yves du Manoir. Grenoble s'impose contre Agen 26-7 en finale.
Il quitte Grenoble à la fin de la saison 1988-1989 pour retourner en Afrique du Sud.

## Palmarès
Avec l'US Fumel Libos
- Challenge de l'Essor :
  - Vainqueur (1) : 1985

Avec le FC Grenoble
- Challenge Yves du Manoir :
  - Vainqueur (1) : 1987